# Allison Göhler
Allison Göhler (née le 17 décembre 1984 à San Antonio), est une météorologue et présentatrice en météorologie chilienne.

## Biographie
Allison est la fille d'un père allemand et d'une mère chilienne, sœur aînée de l'actrice Angelika Göhler. Née à San Antonio, au Chili le 17 décembre 1984. À 17 ans, elle déménage avec sa famille pour vivre à Valparaíso et étudier à l'université de Valparaíso où elle a obtenu son diplôme en météorologie. Elle est titulaire d'un diplôme de cycle supérieur en météorologie opérationnelle de l'École technique aéronautique. Elle a travaillé au Centre national de l'environnement (CENMA).

### Débuts à la télévision en tant que danseuse
En 1999, elle apparaît pour la première fois à la télévision en tant que doublure de Marie Serneholt du groupe A*Teens dans un concours de doublage sur Buenos Días a Todos de TVN. Plus tard , elle fait partie de la troupe de danse Groupo X dans l'émission Extra jóvenes de Chilevisión. En 2000 , elle participe en tant que danseuse à l'émission Mega Mekano, où elle passe environ 2 mois.

### Retour à la télévision en tant que météorologue
Début 2011, Göhler a participé à une audition pour la présentation des prévisions météorologiques de la nouvelle émission matinale de Canal 13 Bienvenidos où elle a été sélectionnée et a donné les prévisions météorologiques toute la semaine. Elle a également participé à l'émission spéciale du marathon de Santiago 2011 en tant que météorologue et a co-animé une édition de l'émission Quiero mi fiesta avec Daniel Fuenzalida. Elle est restée sur Canal 13 pendant environ 4 mois. Plus tard, elle a travaillé sur l'émission matinale Mucho gusto avec les prévisions météorologiques, et sur Morandé con compañía où elle était météorologue, panéliste et journaliste.
En 2012, elle était météorologue pour La Red dans les programmes El Tiempo, Mujeres primero, Mañaneros et Hora 20. À l'été 2013, elle est arrivée au programme matinal Buenos Días a Todos de TVN en remplacement temporaire d'Iván Torres.

### Retour à la météorologie
Après avoir passé 4 ans comme présentatrices météo sur différentes chaînes de télévision chiliennes, Allison Göhler a travaillé pendant 7 ans dans le secteur minier, à la mine Los Bronces pour Anglo-American, située dans la cordillère des Andes, à Santiago du Chili, où elle s'est spécialisée en météorologie de haute montagne, devenant ainsi superviseure nivo-météorologique (prévision des chutes de neige). Elle a ensuite complété un diplôme à l'Université de Santiago du Chili en gestion de la qualité de l'air et contrôle de la pollution atmosphérique. Elle a effectué son apprentissage au sein de la société canadienne de conseil en environnement WSP où elle était responsable de la préparation des rapports d'émissions et de la modélisation des polluants pour différentes entreprises.

### Retour à la télévision
Après 8 ans loin de la télévision, elle s'installa temporairement aux États-Unis et est embauchée par TelevisaUnivision, pour occuper le poste de météorologue dans la ville de Chicago, pour Noticias Univisión Chicago le matin et Digital Edition, où elle fait ses débuts à l'écran en novembre 2022. Au cours de sa première année aux États-Unis, Allison Göhler a été mise en nomination et a remporté deux Emmy Awards : le premier le 11 novembre 2023, en tant que meilleure météorologue dans la catégorie « Réalisation artisanale exceptionnelle pour le talent à la caméra – Weather Anchor », la deuxième statuette en raison de sa collaboration au rapport spécial Environmental Concerns in Chicago Latino Neighbourhoods,.
Fin mars 2024, elle a présenté sa démission de TelevisaUnivision pour retourner au Chili. Le 2 avril, elle a été annoncée son retour à 
Chilevisión pour y rejoindre l'équipe d'El Tiempo

## Filmographie

### Télévision
| Année                     | Titre                                   | Rôle                                                   | Chaîne             |
| ------------------------- | --------------------------------------- | ------------------------------------------------------ | ------------------ |
| 2011                      | Bienvenidos                             | Présentatrice en météorologie                          | Canal 13           |
| 3 avril 2011              | Maratón de Santiago (Santiago Marathon) | Météorologue                                           | Canal 13           |
| 2011                      | Quiero mi fiesta                        | Présentatrice de Webshow (remplacement Valeria Ortega) | Canal 13           |
| 2011                      | Morandé con compañía                    | Panéliste                                              | Mega               |
| 2011                      | Mucho gusto                             | Présentatrice en météorologie                          | Mega               |
| 2011-2013                 | Pabellón de la Construcción             | Coprésentatrice                                        | Chilevisión        |
| 2012                      | El tiempo en La Red                     | Présentatrice en météorologie                          | La Red             |
| 2012                      | Mañaneros                               | Présentatrice en météorologie                          | La Red             |
| 2013                      | Buenos días a todos                     | Présentatrice en météorologie                          | TVN                |
| 2013-2014                 | TV Tiempo                               | Présentatrice en météorologie                          | TVN Canal 24 Horas |
| Novembre 2022 à mars 2024 | Noticias Univisión Chicago              | Présentatrice en météorologie                          | TelevisaUnivision  |